# Выборы акимов сельского уровня в Казахстане (2021)
Выборы акимов сельского уровня в Казахстане прошли в 25 июля 2021 года. В 14 регионах Казахстана на 1845 избирательных участках избиратели выбрали из 2172 кандидатов 730 акимов (глав администраций городов районного значения, сёл, посёлков и сельских округов), чьи четырёхлетние сроки истекали. Сельские акимы были впервые в истории Казахстана избраны непосредственно населением после принятия парламентом нового закона, который позволил проводить прямые выборы местных глав администраций.
Основными победителями на выборах сельских акимов стали выдвиженцы от партии «Нур Отан», госслужащие и действующие акимы. Самовыдвиженцы получили наименьшее количество руководящих постов, следует из обзора официальной общенациональной газеты «Казахстанская правда».

## История выборов сельских акимов в Казахстане
Идея выборов акимов в аулах не новая. Впервые в Казахстане экспериментально избрали главу сельского уровня в 1999 году. Идея выборности акимов в Казахстане официальными властями была озвучена в послании Первого Президента РК Н.Назарбаева народу Казахстана в сентябре 1998 года. И уже весной 1999 года в качестве эксперимента состоялись выборы акима в Шамалганском сельском округе Алматинской области.
Ещё через 2 года в 2001 году в качестве эксперимента были проведены выборы в 28 аулах страны. Подобная апробация избирательного механизма продолжалась вплоть до 2013 года.
В итоге в Казахстане приняли закон о вопросах развития местного самоуправления. Документ повысил роль маслихатов при избрании акимов в городах районного значения, сельских и поселковых округах. Аким аула избирался на 4 года косвенным голосованием, то есть кандидата выдвигал глава района, а после согласовывал его с коллегией выборщиков (депутатами маслихата).
Хронология выборов акима сельского уровня:
— 29 мая 1999 года — Чемолганский сельский округ Карасайского района Алматинской области;
— 20 октября 2001 года — выборы в 28 сельских населённых пунктах;
— 13 июня 2013 года — Закон РК по вопросам развития местного самоуправления;
— 25 июля 2021 год — прямые выборы акимов сёл, посёлков, сельских округов.

## Президентство Токаева и реформы
С момента вступления в должность Касым-Жомарт Токаев объявил курс на либерализацию политической системы в стране. Президент Республики Казахстан предложил и успешно реализовывает концепцию «слышащего государства» для установления диалога между властью и народом.
1 сентября 2020 года, Президент Казахстана Касым-Жомарт Токаев, обращаясь с посланием к гражданам страны, выступил с инициативой о проведении прямых выборов сельских акимов. По словам главы государства, такие выборы должны стать новым этапом политической модернизации.
В соответствии с поручениями Президента РК были разработаны и приняты соответствующие законопроекты по внедрению прямых выборов сельских акимов. Поправки в законодательство, которые предложил Токаев, были подписаны им 24 мая 2021 года. С 5 июня новые нормы выборного законодательства вступили в силу. Поправки предусматривают введение прямых выборов акимов городов районного значения, сёл, посёлков и сельских округов, а также включение графы «Против всех» в избирательные бюллетени всех уровней.
Выдвижение кандидата в сельские акимы производится политическими партиями, из числа своих членов, гражданами — в порядке самовыдвижения, а также акимом района (города областного значения), если на день окончания срока выдвижения выдвинуто менее двух кандидатов.
До 2021 года акимы сельского уровня выбирались косвенным методом депутатами маслихата района (города областного значения), а кандидат выдвигался акимом района (города областного значения).

## Отличие выборной кампании
Отличие этой кампании в том, что выборы будут не единовременными, а по мере истечения полномочий либо досрочного сложения полномочий работающих акимов. Выборы акимов сельского уровня назначаются соответствующей районной (городской) избирательной комиссией. Общая продолжительность выборной кампании — месяц.
25 июля 2021 года единовременно состоялись выборы более 700 сельских акимов. Выборы остальных акимов сельских округов будут проведены после истечения сроков их полномочий.
В бюллетенях добавилась графа «Против всех». Таким образом впервые в истории Казахстана у жителей сёл появилась возможность при желании не отдавать голос никому.

## Пандемия короновируса
25 июня 2021 года за месяц до проведения выборов заместитель Главного государственного санитарного врача Республики Казахстан А. Есмагамбетова выпустил постановление о мерах по предупреждению распространения коронавирусной инфекции COVID-19 при организации и проведении выборов акимов сельского уровня.
В соответствии с требованиями постановления все участники избирательного процесса были обязаны:
1) соблюдать режим ношения одноразовых медицинских или защитных масок;
2) использовать антисептические средства для дезинфекции рук;
3) соблюдать социальное дистанцирование между людьми — не менее 1,5 — 2 метров друг от друга;
4) избегать рукопожатий либо других форм прямого контакта.
Постановлением Заместителя Главного государственного санитарного врача был утвержден алгоритм по предупреждению распространения коронавирусной инфекции COVID-19 при организации и проведении выборов акимов сельского уровня. В рамках алгоритма были предусмотрены алгоритм работы избирательных комиссий в условиях пандемии, порядок проведения предвыборной агитации, голосование на избирательном участке, голосование вне помещения для голосования, подсчёт голосов на избирательном участке, требования к присутствующим на избирательном участке, а также требования к избирателям.

## Явка
По данным на 20:00 часов 25 июля 2021 года, число избирателей, получивших избирательный бюллетень составило:
- в Акмолинской области — 75,5 %;
- в Актюбинской области — 79 %;
- в Алматинской области — 66,5 %;
- в Атырауской области — 74,4 %;
- в Восточно-Казахстанской области — 90,9 %;
- в Жамбылской области — 90,7 %;
- в Западно-Казахстанской области — 81,4 %;
- в Карагандинской области — 75,8 %;
- в Костанайской области — 84,4 %;
- в Кызылординской области — 83,6 %;
- в Мангистауской области — 82,4 %;
- в Павлодарской области — 76,9 %;
- в Северо-Казахстанской области — 87,1 %;
- в Туркестанской области — 77,1 %[11].

Больше всего человек проголосовало в Восточно-Казахстанской области — 90,9 %. Второе место у Жамбылского региона — 90,7 %.

## Нарушения
По итогам наблюдения РОО «Центр непартийного наблюдения за выборами» большая часть нарушений носила технический характер и оперативно устранялась членами избирательных комиссий на местах. Среди выявленных нарушений: попытки отдельных граждан проголосовать за членов своей семьи; вход в кабину для голосования по два человека; желание некоторых граждан получить бюллетень без удостоверяющего документа; отдельные факты несоблюдения социальной дистанции.
В день голосования с 7.00 утра более 2000 наблюдателей РОО «Центр непартийного наблюдения за выборами» приняли участие в наблюдении за голосованием на 1845 избирательных участках во всех областях республики, включая самые отдалённые избирательные участки. Наблюдателями центра было зафиксировано 12 подобных нарушений. Однако, по словам руководителя данной организации, они не повлияли на законность и прозрачность избирательного процесса.

## Результаты по регионам
Официальная общенациональная газета «Казахстанская правда» опубликовала результаты выборов сельских акимов по регионам.
Акмолинская область. В регионе выбирали 95 сельских акимов — это самое большое количество по стране. Из 290 кандидатов 76 были выдвинуты партией «Нур Отан», 6 — НПК, 5 — ДПК «Ак жол» и по одному представителю — НДПП «Ауыл» и ПП «Адал», 201 — самовыдвиженцы.
Актюбинская область. По итогам голосования избраны акимы во всех 35 избирательных округах. Из них: выдвинуты партией «Нур Отан» — 28 человек, «Ауыл» — 2. От «Ак жол», «Адал» и Народной партии Казахстана — по 1 человеку. Ещё два вновь избранных акима — самовыдвиженцы.
Алматинская область. Жители избирали 71 акима. Из них 53 являются государственными служащими, в том числе 39 — действующие акимы. Два акима — женщины.
Атырауская область. Из 18 избранных в Атырауской области акимов 15 человек — выдвиженцы от партии «Нур Отан», ещё один — от политической партии «Адал», а также два самовыдвиженца.
Восточно-Казахстанская область. Жители области выбрали 77 глав местных администраций. В числе победивших кандидатов 60 человек были выдвинуты партией «Нур Отан», 11 человек — Народно-демократической патриотической партией «Ауыл». 2 победителя — от партии «Адал» и по одному человеку от Демократической партии Казахстана «Ак жол» и Народной партии Казахстана. Кроме того, кресла акимов заняли два самовыдвиженца.
Жамбылская область. По региону избраны 38 акимов, 13 из них заняли должности повторно. Наибольшее число новых акимов представляет партию «Нур Отан» — 31 человек. От партий «Ауыл», «Ак жол», «Адал» и Народной партии Казахстана — по 1 человеку. В числе победивших также 3 самовыдвиженца.
Западно-Казахстанская область. Из 31 вновь избранных акимов 24 выдвинуты политическими партиями: от «Нур Отан» победило 22 кандидата, от «Ауыл» и ОСДП — по 1 кандидату. Ещё 7 избранных — самовыдвиженцы.
Карагандинская область. Победителями стали 75 человек. Из числа избранных акимов 61 является представителем политических партий. От партии «Нур Отан» на выборах победили 56 кандидатов, от «Ауыл» — 3, от «Ак жол» и «Адал» — по одному. Остальные 14 избранных сельских акимов — самовыдвиженцы.
Костанайская область. По региону избраны 65 акимов. От партии «Нур Отан» избрано 52 человека, «АDAL» — 2, «Ауыл» — 2, «Ак жол» — 2.
Из числа 88 самовыдвиженцев избрано 7 акимов.
Кызылординская область. Всего 40 вакантных акимовских должности. Избраны от партии «Нур Отан» 30 человек, от НДПП «Ауыл» и ПП «Адал» акимами стали по 2 кандидата, ещё в одном сельском округе поддержали представителя Народной партии Казахстана. В то же время из самой многочисленной группы претендентов — 75 самовыдвиженцев — были избраны только 5 человек.
Мангистауская область. Жители области выбрали 10 акимов. Средний возраст новых акимов составляет 41,5 года. Самому молодому — 26, а самому возрастному — 60 лет. Из 10 избранных акимов все являются государственными служащими. Два акима избраны повторно в конкретном сельском округе.
Павлодарская область. По региону избраны 44 акимов. Из победивших на выборах кандидатов 34 выдвигались партией «Нур Отан», двое — партией «Ауыл», по одному от «Ак жол» и «Адал». Шесть избранных акимов — самовыдвиженцы.
Северо-Казахстанская область. В Северо-Казахстанской области выбрали акимов в 71 избирательном округе. Свои кандидатуры выдвинули 214 североказахстанцев. Из них 68 представляли политические партии: «Нур Отан» — 57, НДПП «Ауыл» — 3, ДПК «Ак жол» — 2, ПП «АDAL» — 2, НПК — 4, ещё 146 кандидатов — самовыдвиженцы. Из 71 акима, которых выбрали в минувшее воскресенье, 57 являются государственными служащими. В том числе 42 акима избраны повторно в своем сельском округе.
Туркестанская область. В Туркестанской области выбирали 60 сельских акимов. По информации областного избиркома, 43 избранных сельских акима представлены политическими партиями: от партии «Нур Отан» — 41, от НДП «Ауыл» — 1, от политической партии «Адал» — 1. Ещё 17 победителей — самовыдвиженцы.

## Итоги выборов по итогам 2021 года (с июля по декабрь)
В декабре 2021 года в интервью телеканалу «Хабар 24» заместитель Руководителя Администрации Президента Республики Казахстан Малик Мурзалин рассказал о выборах сельских акимов. По информации Малика Мурзалина с июля по декабрь 2021 года было избрано 864 новых акима. Всего за полгода практически на треть обновился акимский корпус на селе. В целом, явка по стране составила 78,5 %.

## Кто выиграл выборы по итогам 2021 года (с июля по декабрь)
Представители всех шести партий принимали участие в выборах. Представители «Нур Отана» победили в 77,7 % округов, то есть 671 членов этой партии стали акимами. «Ауыл» набрал 3,8 % (33 представителя), «Адал» 1,7 % (15 представителей), «Ак жол» 1,4 % (12 представителей), НПК 1,3 % (11 представителей) и ОСДП — 0,1 % (1 представитель).

## Самовыдвиженцы по итогам 2021 года (с июля по декабрь)
```
На выборах победил 121 самовыдвиженец, это 14 % от общего числа избранных акимов. По количеству одержавших победу как раз самовыдвиженцы занимают второе место после «Нур Отана». Например, в Туркестанской области почти каждый третий новоизбранный аким – самовыдвиженец. Нередко встречались факты, когда самовыдвиженцы побеждали действующих акимов. 
```

52 % избранных — это новые люди, значительная их часть никогда прежде не работала на государственной службе. Это учителя, врачи, бизнесмены, руководители сельских предприятий, фермерских хозяйств. В среднем по стране конкуренция при выдвижении составила больше трех кандидатов на место.
На выборах победила 81 женщина, что составляет почти 10 % от общего числа. Среди представителей молодежи было избранно 18 акимов.

## Курьёзы
- В поселке имени Г. Мустафина Карагандинской области из-за ошибки агитационной команды кандидат от партии «Нур Отан» Кайрат Кусаинов в агитационных буклетах был представлен как кандидат от российской партии ЛДПР Владимира Жириновского, известного своими неоднозначными высказываниями в адрес Казахстана[14][15]. Кандидат приходится племянником экс-кандидату в президенты Казахстана Абельгази Кусаинов[14].
- В городе Ерейментау Акмолинской области кандидат от партии «Нур Отан» Сапар Барлыбаев во время интервью телеканалу «Хабар» оговорился и произнёс следующую фразу: «Если мы все вместе сделаем правильный выбор — проголосуете за меня, я постараюсь изменить свою жизнь к лучшему». Видео стало вирусным, а сам фраза мемом[16].

Оба кандидата, несмотря на казусы, выиграли выборы в своих регионах.